# Келсі Мітчелл (велоспорт)
Келсі Марі Мітчелл (нар. 26 листопада 1993) - канадська професійна велосипедистка олімпійська чемпіонка 2020 року. Вона виграла золото на Панамериканських іграх -2019 у жіночому індивідуальному спринті та золото на літніх Олімпійських іграх 2020 . Мітчелл почала їздити на велосипеді лише у 2017 році у віці 23 років після того, як вона взяла участь у RBC Training Ground, програмі фінансування спортсменів та виявленні талантів. 

## Кар'єра
Вона виграла золоту медаль у спринті на літніх Олімпійських іграх 2020 року . 

## Основні результати
2021 рік
Олімпійські ігри
1 -й спринт

## Виступи на Олімпіадах
| Олімпіада  | Дисципліна | Місце |
| ---------- | ---------- | ----- |
| Токіо 2020 | спринт     | 1     |
| Токіо 2020 | кейрін     | 5     |

## Зовнішні посилання
- Офіційний сайт
- Рекордний час у спринті на 200 м [Архівовано 8 серпня 2021 у Wayback Machine.]